# Natal'ja Gorbačëva
Natal'ja Gorbačёva (in russo Наталья Горбачёва?; Vyborg, 24 luglio 1947) è un'ex discobola sovietica.

## Palmarès
| Anno | Manifestazione | Sede     | Evento           | Risultato | Misura  | Note |
| ---- | -------------- | -------- | ---------------- | --------- | ------- | ---- |
| 1976 | Olimpiadi      | Montréal | Lancio del disco | 8ª        | 3,46 m  |      |
| 1978 | Europei        | Praga    | Lancio del disco | Bronzo    | 63,58 m |      |